# Список объектов культурного наследия Орловского муниципального округа
В данном списке перечисляются Объект культурного наследия России Орловского муниципального округа Орловской области.

## Общая информация
Категории историко-культурного значения в таблицах в статье имеют условное обозначение:
- Ф - ОКН федерального значения;
- Р - ОКН регионального значения;
- М - ОКН местного значения.

Состав недвижимых памятников истории и культуры, поставленных на государственную охрану, по категориям историко-культурного значения Орловского района имеет следующий вид:
| Памятников археологии | Памятников археологии | Памятников археологии | Памятников археологии | Памятников архитектуры и градостроительства | Памятников архитектуры и градостроительства | Памятников архитектуры и градостроительства | Памятников архитектуры и градостроительства | Памятников истории и монументального искусства | Памятников истории и монументального искусства | Памятников истории и монументального искусства | Памятников истории и монументального искусства | Из них воинских захоронений | Из них воинских захоронений | Из них воинских захоронений | Из них воинских захоронений |
| Всего                 | Ф                     | Р                     | М                     | Всего                                       | Ф                                           | Р                                           | М                                           | Всего                                          | Ф                                              | Р                                              | М                                              | Всего                       | Ф                           | Р                           | М                           |
| --------------------- | --------------------- | --------------------- | --------------------- | ------------------------------------------- | ------------------------------------------- | ------------------------------------------- | ------------------------------------------- | ---------------------------------------------- | ---------------------------------------------- | ---------------------------------------------- | ---------------------------------------------- | --------------------------- | --------------------------- | --------------------------- | --------------------------- |
| 32                    | 2                     | 28                    | 2                     | 26                                          | 1                                           | 24                                          | 1                                           | 44                                             | 2                                              | 41                                             | 1                                              | 40                          |                             | 39                          | 1                           |

## Перечень ОКН Орловского района
Типы объектов культурного значения в таблице имеют условное обозначение:
- ПА - Памятник археологии;
- ПАГ - Памятник архитектуры и градостроительства;
- ПИ - Памятник истории.

| Наименование                                                                        | Местонахождение | Муниципальное образование | Тип | Категория | Год включения в реестр | Регистрационный номер |
| ----------------------------------------------------------------------------------- | --- | ------------------------- | --- | --------- | ---------------------- | --------------------- |
| Селище Домнино                                                                      | Близ с.Домнино | Больше-Куликовское с/п    | ПА  | Р         | 1990                   | 5711345000            |
| Городище Черемисино                                                                 | 0.2 км к СЗ от д.Черемисино, мысовидный выступ пр.б. р.Оптуха                                                                       | Больше-Куликовское с/п    | ПА  | Р         | 1990                   | 5711363000            |
| Покровская церковь                                                                  | с.Большая Куликовка | Больше-Куликовское с/п    | ПАГ | Р         | 1992                   | 5711370000            |
| Братская могила советских воинов                                                    | д.Большая Куликовка, возле школы | Больше-Куликовское с/п    | ПИ  | Р         | 1987                   | 5711394000            |
| Братская могила советских воинов                                                    | пос.Красная Звезда, в центре | Больше-Куликовское с/п    | ПИ  | Р         | 1992                   | 5711395000            |
| Братская могила советских воинов                                                    | д.Малая Куликовка возле школы | Больше-Куликовское с/п    | ПИ  | Р         | 1987                   | 5711396000            |
| Христорождественская церковь                                                        | с.Путимец | Голохвастовское с/п       | ПАГ | Р         | 1993                   | 5711387000            |
| Братская могила советских воинов                                                    | д.Путимец, возле школы | Голохвастовское с/п       | ПИ  | Р         | 1987                   | 5711397000            |
| Братская могила советских воинов                                                    | д.Полозовские дворы, возле школы | Жиляевское с/п            | ПИ  | Р         | 1987                   | 5711398000            |
| Могила декабриста Кривцова С.И.                                                     | д.Фандеева 53°13′44″ с. ш. 36°02′06″ в. д.                                                                                          | Жиляевское с/п            | ПИ  | Ф         | 1976                   | 5710044000            |
| Стоянка Паньково                                                                    | на границе Орловского и Кромского районов, лев.б. р.Кнубрик, 1.1 км к ЮЗ от д.Паньково                                              | Лавровское с/п            | ПА  | Р         | 1999                   | 5711351000            |
| Георгиевская церковь                                                                | п.Лаврово | Лавровское с/п            | ПАГ | Р         | 1993                   | 5711377000            |
| Здание бывшей церковно-приходской школы                                             | п.Лаврово | Лавровское с/п            | ПАГ | Р         | 1992                   | 5711378000            |
| Здание бывшего земского училища                                                     | п.Лаврово | Лавровское с/п            | ПАГ | Р         | 1993                   | 5711379000            |
| Братская могила советских воинов                                                    | с.Лаврово, возле школы | Лавровское с/п            | ПИ  | Р         | 1987                   | 5711400000            |
| Братская могила советских воинов                                                    | Западная опушка леса у д.Гать | Лавровское с/п            | ПИ  | Р         | 1987                   | 5711401000            |
| Памятный знак латышским стрелкам                                                    | с.Лаврово, на кладбище | Лавровское с/п            | ПИ  | Р         | 1992                   | 5711433000            |
| Бывшая усадьба Кишкиных (Главный дом и Парк)                                        | д.Кишкина | Лошаковское с/п           | ПАГ | Р         | 1993                   | 5711374000            |
| Бывшая усадьба Киреевского                                                          | д.Киреевка | Лошаковское с/п           | ПАГ | Р         | 1993                   | 5711375000            |
| Дом детского творчества                                                             | д. Некрасовка, ул. Интернатная,1 | Лошаковское с/п           | ПАГ | М         | 2003                   | 5711381000            |
| Ансамбль бывшей усадьбы (Главный дом, Хозпостройки, Склеп)                          | д.Некрасовка | Лошаковское с/п           | ПАГ | Р         | 1993                   | 5711383000            |
| Братская могила советских воинов                                                    | городок Биофабрики, в центре | Лошаковское с/п           | ПИ  | Р         | 1987                   | 5711402000            |
| Братская могила советских воинов                                                    | д.Некрасовка, у школы интерната | Лошаковское с/п           | ПИ  | Р         | 1987                   | 5711403000            |
| Здание бывшей мельницы купца Бакина                                                 | п.Знаменка | Знаменка (г/п)            | ПАГ | Р         | 1993                   | 5711373000            |
| Братская могила советских воинов                                                    | д.Знаменка, возле медпункта | Знаменка (г/п)            | ПИ  | Р         | 1987                   | 5711399000            |
| Городище Маслово                                                                    | Близ села Маслово, пр.б. р.Неполодь, между двумя оврагами                                                                           | Масловское с/п            | ПА  | Р         | 1990                   | 5711349000            |
| Церковь Смоленская                                                                  | с.Писканица | Масловское с/п            | ПАГ | Р         | 1993                   | 5711385000            |
| Братская могила советских воинов                                                    | с.Маслово, возле школы | Масловское с/п            | ПИ  | Р         | 1987                   | 5711404000            |
| Могила советского воина Долгорукова А.А.                                            | с.Маслово, на кладбище | Масловское с/п            | ПИ  | Р         | 1992                   | 5711405000            |
| Городище Паюсово (Бывшая д.Кошелево)                                                | 1,5 км к Ю от с.Паюсово, мыс пр.б. р.Моховица (лев. приток р.Неполодь), при устье ручья                                             | Моховицкое с/п            | ПА  | Р         | 1990                   | 5711352000            |
| Братская могила советских воинов                                                    | д.Моховица, в парке | Моховицкое с/п            | ПИ  | Р         | 1987                   | 5711406000            |
| Городище Гонючево                                                                   | К СЗ от д.Гонючево, лев.б. р.Ока, при устье ручья Сухарев Верх                                                                      | Неполодское с/п           | ПА  | Р         | 1990                   | 5711337000            |
| Селище-городище Цветынь                                                             | 0,5 км к СВ от южного края д.Цветынь, лев.б. р.Ока, при впадении р.Цветынь                                                          | Неполодское с/п           | ПА  | Р         | 1990                   | 5711362000            |
| Селище Распопово                                                                    | д.Распопово, ЮЗ окраина деревни | Неполодское с/п           | ПА  | М         | 2003                   | 5711366000            |
| Могила ефрейтора Михайлова В.Н.                                                     | д.Неполодь, кладбище "Березки" | Неполодское с/п           | ПИ  | М         | 2003                   | 5711437000            |
| Могила гв.рядового Семикашева А.Ю.                                                  | д.Неполодь, кладбище "Климки" | Неполодское с/п           | ПИ  | М         | 2003                   | 5711438000            |
| Селище Горки-2                                                                      | Близ д.Горки | Образцовское с/п          | ПА  | Р         | 1990                   | 5711338000            |
| Селище Горки-3                                                                      | Близ д.Горки, рядом с сел. Горки-2                                                                                                  | Образцовское с/п          | ПА  | Р         | 1990                   | 5711339000            |
| Городище Звягинки (Надежда)                                                         | 0,4 км к В от с.Звягинки, мыс прав. р.Орлик при впадении в её долины оврага 52°57′03″ с. ш. 35°56′42″ в. д.                         | Образцовское с/п          | ПА  | Р         | 1990                   | 5711340000            |
| Селище Гать-1                                                                       | Лев.б. р.Ока, ЮВ окраина п.Знаменка, 300 м к СЗ от сев. окр. д.Гать. Недалеко от слияния рек Цон и Ока; 150 м к ЮЗ от городища Гать | Образцовское с/п          | ПА  | Р         | 1990                   | 5711341000            |
| Селище Гать-2                                                                       | Левый берег р.Цон, ЮВ окраина п.Знаменка, 0,3 км к ЗСЗ от сев. окраины д.Гать, рядом с селищем Гать-1                               | Образцовское с/п          | ПА  | Р         | 1990                   | 5711342000            |
| Городище Гать                                                                       | У ЮВ окраины п.Знаменка, к ЗСЗ от сев. края д.Гать, лев. берег р.Ока, ниже устья реки Цон 52°53′37″ с. ш. 36°00′15″ в. д.           | Образцовское с/п          | ПА  | Ф         | 1990                   | 5701073000            |
| Курган. Могильник Гать-1                                                            | 0,7 км к СЗ от д.Гать, 0,17 км от трассы М-2, лев.б. р.Цон, в лесу, насчитывал более 23 насыпей, сохранились 3 насыпи               | Образцовское с/п          | ПА  | Р         | 1990                   | 5711343000            |
| Курган. Могильник Гать-2                                                            | 1 км к СЗ от д.Гать, лев.б. р.Цон, в лесу, насчитывал 12 насыпей сохранились 3 насыпи                                               | Образцовское с/п          | ПА  | Р         | 1990                   | 5711344000            |
| Селище Образцово                                                                    | Близ д.Образцово Орловского р-на | Образцовское с/п          | ПА  | Р         | 1990                   | 5711350000            |
| Здание бывшей земской школы                                                         | Звягинки 52°57′20″ с. ш. 35°55′22″ в. д.                                                                                            | Образцовское с/п          | ПАГ | Р         | 1993                   | 5711372000            |
| Церковь Казанской Божьей Матери                                                     | с.Солнцево | Образцовское с/п          | ПАГ | Р         | 1977                   | 5711390000            |
| Братская могила советских воинов                                                    | с.Звягинки, возле сельсовета | Образцовское с/п          | ПИ  | Р         | 1987                   | 5711408000            |
| Братская могила советских воинов                                                    | с.Звягинки, возле школы | Образцовское с/п          | ПИ  | Р         | 1987                   | 5711409000            |
| Братская могила советских воинов                                                    | д.Образцово, в сквере | Образцовское с/п          | ПИ  | Р         | 1987                   | 5711410000            |
| Братское кладбище советских воинов                                                  | б. д.Большая Гать, дачный кооператив "Медик"                                                                                        | Образцовское с/п          | ПИ  | Р         | 1996                   | 5711411000            |
| Церковь Козьмы и Домиана (Храм Космы и Дамиана)                                     | с.Пахомово (Дьячье) 53°04′17″ с. ш. 35°57′38″ в. д.                                                                                 | Пахомовское с/п           | ПАГ | Р         | 1993                   | 5711384000            |
| Братская могила советских воинов                                                    | д.Болотово, на берегу | Пахомовское с/п           | ПИ  | Р         | 1987                   | 5711412000            |
| Братская могила советских воинов                                                    | пос.Стрелецкий, возле школы | Пахомовское с/п           | ПИ  | Р         | 1987                   | 5711413000            |
| Братская могила советских воинов                                                    | пос.Мезенский, возле школы | Пахомовское с/п           | ПИ  | Р         | 1987                   | 5711407000            |
| Церковь Иоанна Богослова                                                            | с.Платоново | Платоновское с/п          | ПАГ | Р         | 1977                   | 5711386000            |
| Каретный сарай                                                                      | с.Старцево | Платоновское с/п          | ПАГ | Р         | 1993                   | 5711391000            |
| Братская могила советских воинов                                                    | д.Платоново, возле школы | Платоновское с/п          | ПИ  | Р         | 1987                   | 5711414000            |
| Стоянка Салтыки                                                                     | правый берег р.Ока, 1,1 км к ЮВ от с.Салтыки                                                                                        | Сабуровское с/п           | ПА  | Р         | 1999                   | 5711356000            |
| Селище Хомуты -1                                                                    | 1 км к Ю от д.Хомуты, мыс пр.б. р.Ока, при устье ручья                                                                              | Сабуровское с/п           | ПА  | Р         | 1990                   | 5711360000            |
| Селище Хомуты -2                                                                    | 1,2 км к Ю от д.Хомуты склон пр.б. р.Ока                                                                                            | Сабуровское с/п           | ПА  | Р         | 1990                   | 5711361000            |
| Церковь Николая Чудотворца                                                          | с.Альшань 52°51′29″ с. ш. 35°56′37″ в. д.                                                                                           | Сабуровское с/п           | ПАГ | Р         | 1993                   | 5701105000            |
| Здание бывшей земской школы                                                         | с.Альшань 52°51′30″ с. ш. 35°56′35″ в. д.                                                                                           | Сабуровское с/п           | ПАГ | Р         | 1993                   | 5701106000            |
| Ансамбль Сабуровской крепости                                                       | с.Сабурово 52°54′22″ с. ш. 35°54′05″ в. д.                                                                                          | Сабуровское с/п           | ПАГ | Ф         | 1960                   | 5710042001            |
| Ансамбль усадьбы Дэна (Усадьба Хлуднева)                                            | с.Салтыки | Сабуровское с/п           | ПАГ | Р         | 1993                   | 5701257000            |
| Братская могила советских воинов                                                    | с.Альшань, возле школы 52°51′30″ с. ш. 35°56′34″ в. д.                                                                              | Сабуровское с/п           | ПИ  | Р         | 1987                   | 5700515000            |
| Братская могила советских воинов                                                    | д.Большая Быстрая, на кладбище | Сабуровское с/п           | ПИ  | Р         | 1987                   | 5711416000            |
| Могила воина-интернационалиста Басова А.В.                                          | с.Альшань, на кладбище | Сабуровское с/п           | ПИ  | Р         | 1999                   | 5711425000            |
| Могила рядового Воденкова В.В.                                                      | д.Сабурово, на кладбище | Сабуровское с/п           | ПИ  | М         | 2003                   | 5711435000            |
| Могила гв.рядового Баранихина С.А.                                                  | д.Сабурово, на кладбище | Сабуровское с/п           | ПИ  | М         | 2003                   | 5711436000            |
| Городище Спасское (Спащь, Звенигород)                                               | Напротив с.Спасское, лев.б. р.Неполодь, при устье ручья                                                                             | Спасское с/п              | ПА  | Ф         | 1990                   | 5710043000            |
| Селище Спасское -1                                                                  | Расположено к В от городища, сразу за его укреплениями, лев.б. р.Неполодь                                                           | Спасское с/п              | ПА  | Р         | 1999                   | 5711358000            |
| Селище Спасское -2 (Спасское-Жидкое)                                                | Левый берег р.Моховица, выше места её впадения в р.Неполодь, 0,2 км к С от с.Спасское                                               | Спасское с/п              | ПА  | Р         | 1999                   | 5711359000            |
| Никольская церковь                                                                  | с.Бакланово | Спасское с/п              | ПАГ | Р         | 1993                   | 5711369000            |
| Успенская церковь                                                                   | с.Жидкое (Спасское) | Спасское с/п              | ПАГ | Р         | 1993                   | 5711371000            |
| Могила мл. лейтенанта Ефремова А.Н.                                                 | с.Спасское, на кладбище | Спасское с/п              | ПИ  | Р         | 1992                   | 5711417000            |
| Курган Кокурино                                                                     | 0,3 км к ЮЗ от д.Кокурено, 0,8 км к ВСВ от церкви в с.Паслово, склон лев.б. р.Ока                                                   | Становское с/п            | ПА  | Р         | 1990                   | 5711346000            |
| Селище Ломовец -1                                                                   | 0,2 км к ЮВ от д.Ломовец, склон 1-й надпойменной террасы лев.б. р.Ока, 0,2 км от русла реки                                         | Становское с/п            | ПА  | Р         | 1990                   | 5711347000            |
| Селище Ломовец -2                                                                   | к ЮВ от д.Ломовец, лев.б. р.Ока | Становское с/п            | ПА  | Р         | 1990                   | 5711348000            |
| Курганный могильник Шепино                                                          | 0,5 км к СВ от д.Шепино, лев.б. р.Ока, у дороги в д.Ломовец                                                                         | Становское с/п            | ПА  | Р         | 1990                   | 5711364000            |
| Селище Шепино                                                                       | с.Шепино, лев.б. р.Ока | Становское с/п            | ПА  | М         | 2003                   | 5711365000            |
| Усадьба Шеншиных (Церковь и Парк)                                                   | с.Клейменово | Становское с/п            | ПАГ | Р         | 1993                   | 5711376000            |
| Спасская церковь                                                                    | с.Паслово | Становское с/п            | ПАГ | Р         | 1993                   | 5711382000            |
| Церковь Покровская, в которой находится семейный склеп, где похоронен поэт Фет А.А. | с.Клейменово | Становское с/п            | ПИ  | Ф         | 1974                   | 5711393000            |
| Братская могила советских воинов                                                    | с.Становое, возле сельсовета | Становское с/п            | ПИ  | Р         | 1987                   | 5711418000            |
| Городище Редькино                                                                   | Напротив д.Редькино, 0,15 км к В от дер., мыс лев.б. р.Густоварь (лев. приток. р.Неполодь), при устье ручья                         | Станово-Колодезьское с/п  | ПА  | Р         | 1990                   | 5711354000            |
| Селище Редькино                                                                     | 0,2 км к В от д.Редькино, лев.б. р.Густоварь, к В от городища                                                                       | Станово-Колодезьское с/п  | ПА  | Р         | 1990                   | 5711355000            |
| Никольская церковь                                                                  | с.Лепешкино | Станово-Колодезьское с/п  | ПАГ | Р         | 1977                   | 5711380000            |
| Покровская церковь                                                                  | с.Становой Колодезь | Станово-Колодезьское с/п  | ПАГ | Р         | 1993                   | 5711391000            |
| Братская могила советских воинов                                                    | с.Калинино, в центре | Станово-Колодезьское с/п  | ПИ  | Р         | 1987                   | 5711419000            |
| Братская могила советских воинов                                                    | с.Новодмитровка, возле школы | Станово-Колодезьское с/п  | ПИ  | Р         | 1987                   | 5711420000            |
| Братская могила советских воинов                                                    | д.Становой Колодезь, на территории церкви                                                                                           | Станово-Колодезьское с/п  | ПИ  | Р         | 1987                   | 5711421000            |
| Могила ст.сержанта Коростелева В.А., умершего от ран полученных в ДРА               | с.Старцево-Лепешкино, на кладбище                                                                                                   | Станово-Колодезьское с/п  | ПИ  | Р         | 2001                   | 5711423000            |
| Могила воина-интернационалиста Костромичева В.И.                                    | с.Старцево-Лепешкино, на кладбище                                                                                                   | Станово-Колодезьское с/п  | ПИ  | Р         | 1992                   | 5711424000            |
| Могила воина-интернационалиста Ветрова В.Д.                                         | д.Калинино, на кладбище | Станово-Колодезьское с/п  | ПИ  | Р         | 1999                   | 5711426000            |
| Могила воина-интернационалиста Стебакова А.В.                                       | д.Калинино, на кладбище | Станово-Колодезьское с/п  | ПИ  | Р         | 1999                   | 5711427000            |
| Могила российского воина, погибшего в Чечне рядового Королева О.Н.                  | д.Старцево-Лепешкино, на кладбище                                                                                                   | Станово-Колодезьское с/п  | ПИ  | Р         | 1999                   | 5711429000            |
| Могила рядового Никитушкина С.Я.                                                    | д.Старцево-Лепешкино, на кладбище                                                                                                   | Станово-Колодезьское с/п  | ПИ  | Р         | 1999                   | 5711430000            |
| Могила рядового Трусова А.Н.                                                        | д.Старцево-Лепешкино, на кладбище                                                                                                   | Станово-Колодезьское с/п  | ПИ  | Р         | 1999                   | 5711431000            |
| Братская могила советских воинов                                                    | д.Троицкое, возле школы | Троицкое с/п              | ПИ  | Р         | 1987                   | 5711422000            |